# 阿姆斯特爾河
阿姆斯特爾河是流經荷蘭阿姆斯特丹的一條河流。河的名字源自於「Aeme stelle」，在古荷蘭語中意為「充滿水的地區」。

## 地理
阿姆斯特爾河起於兩條小河－德雷赫特河（Drecht）與克羅默邁德雷赫特河（Kromme Mijdrecht）－在厄伊特霍伦南方的交會處。在阿姆斯特爾-德雷赫特運河（Amstel-Drecht Kanaal）建造之後，阿姆斯特爾河的起點則成為德雷赫特河、阿爾運河（Aarkanaal）在尼乌芬附近的交會點。支流有克羅默邁德雷赫特河、比勒韋克河（Bullewijk）和瓦弗河（Waver）。
阿姆斯特爾河在阿姆斯特丹注入艾灣（IJ）。但在1936年，河流最末段（現在的羅金街（Rokin））填成陸地。因此，現在阿姆斯特爾河的終點在鑄幣廣場（Muntplein），但仍有地下管路通往艾灣。

### 阿姆斯特爾島
河中有座島，名為阿姆斯特爾島（Amsteleiland，52°17′15″N 4°53′15″E / 52.28750°N 4.88750°E）面積約0.05平方公里。雖然阿姆斯特爾島屬於阿姆斯特爾芬，但島上唯一一條連外道路是通往阿姆斯特尔河畔奥德凯尔克（Ouderkerk aan de Amstel）。

## 以河命名的地方
阿姆斯特丹在13世紀時是座小漁村，因阿姆斯特爾河的河口水壩（Dam）就在村旁，因而命名為「Amstelredam」。阿姆斯特丹約在西元1300年獲獲得城市資格。原來的小漁村逐漸發展成城鎮「Amsteldam」，之後改名為「Amsterdam」。
阿姆斯特爾河流經的地區稱為阿姆斯特蘭（Amstelland）。包括阿姆斯特爾芬、旧阿姆斯特尔（Ouder-Amstel）、阿姆斯特尔河畔奥德凯尔克和阿姆斯特尔河畔内斯（Nes aan de Amstel）都是以阿姆斯特爾河命名。阿姆斯特丹市內則有阿姆斯特爾街、阿姆斯特爾廣場（Amstelveld）和阿姆斯特丹阿姆斯特爾車站（Amsterdam Amstel）。
荷蘭在北美洲的殖民地中，有座在1655年從瑞典人手中搶來的小鎮。荷蘭人將小鎮命名為新阿姆斯特爾（Nieuw-Amstel），也就是現在的美國德拉瓦州紐卡斯爾。

## 橋樑及其他景觀

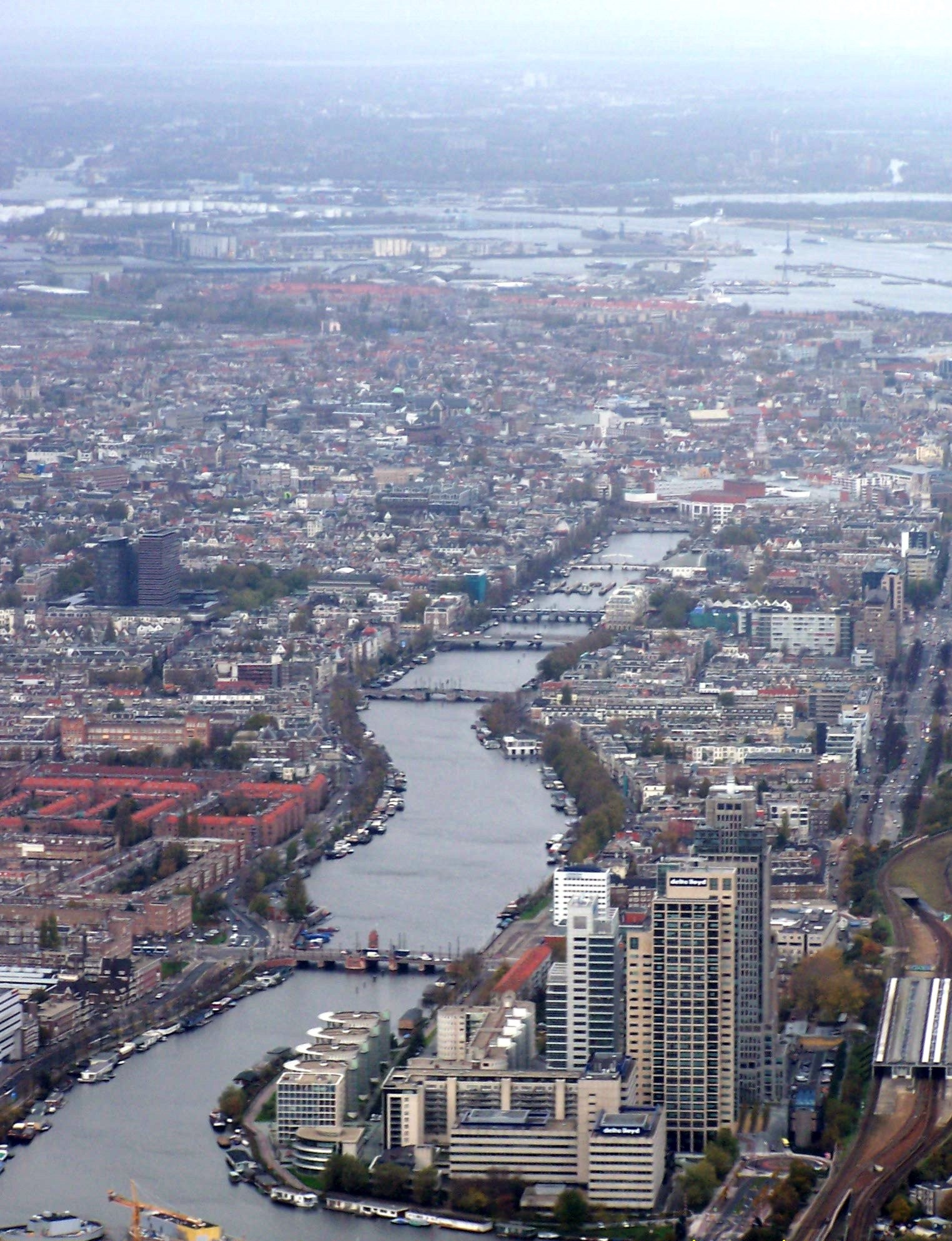
阿姆斯特丹市內的阿姆斯特爾河

河上知名的橋樑有瘦橋（Magere Brug）、藍橋（Blauwbrug）、高閘橋（Hoge Sluis）和貝爾拉赫橋（Berlagebrug）。
市政歌劇院與卡雷劇院（Carré theatre）都位於河畔。

## 活動
荷蘭每年在解放日（Bevrijdingsdag）當天會在河上舉行全國電視音樂會。而「Head of the River Amstel」與「Heineken Roeivierkamp」兩項年度賽艇比賽也在這條河舉辦，同時也是同性戀自豪日的運河遊行（Canal Parade）的必經路線。

## 阿姆斯特爾
阿姆斯特爾啤酒同樣以阿姆斯特爾河命名。釀酒廠在阿姆斯特爾河附近，並且使用河水來冷卻啤酒。

## 藝術
曾畫過關於阿姆斯特爾河的作品有：
- 阿尔特·范·德内尔（英语：Aert van der Neer）(1603-1677)
- 伦勃朗 (1609-1669)
- 威廉·维岑（英语：Willem Witsen） (1860-1923)
- 乔治·亨德里克·布莱特纳 (1857-1923)
- 皮特·蒙德里安 (1872-1944)
- 亨德里克·扬·沃尔特（英语：Hendrik Jan Wolter） (1873-1952)
- 弗兰斯·科珀拉尔（英语：Frans Koppelaar） (1943- )

|  |

## 相片集

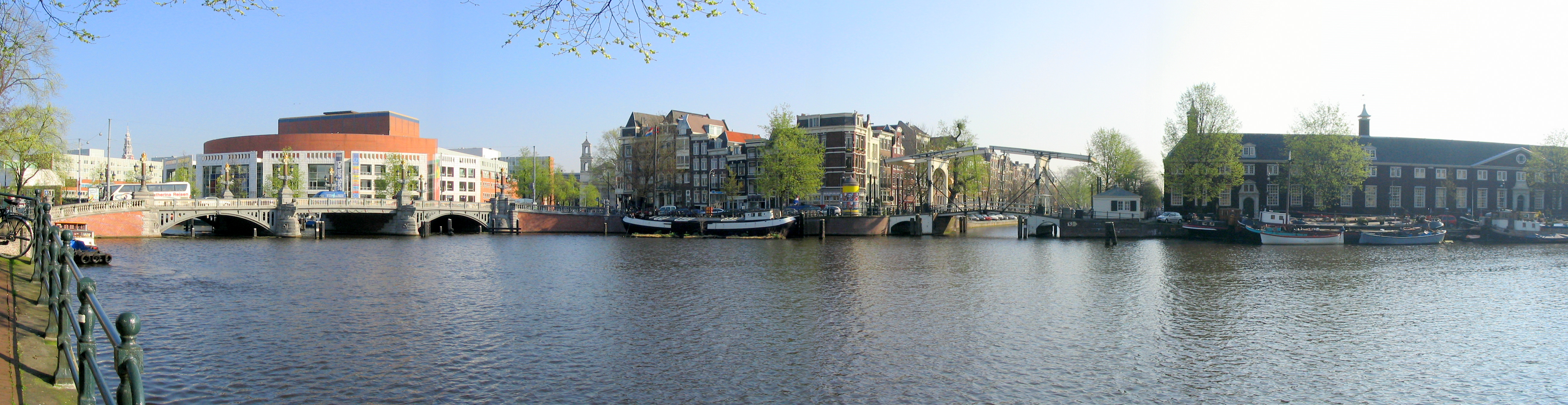
在阿姆斯特丹的阿姆斯特爾河，河岸旁有市政歌劇院和藍橋（左），右側是阿姆斯特丹埃爾米塔日博物館分館（Hermitage Amsterdam）。

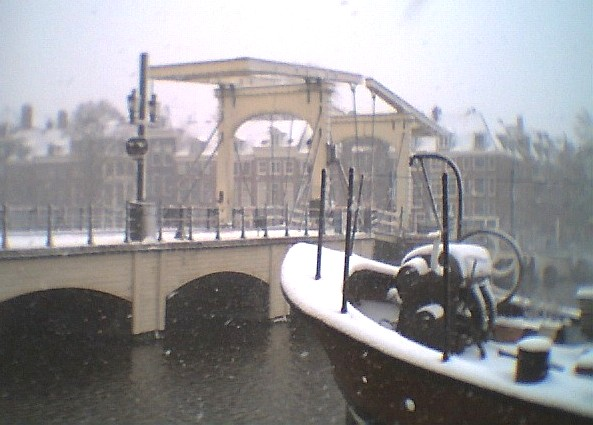
阿姆斯特丹的瘦橋景色。
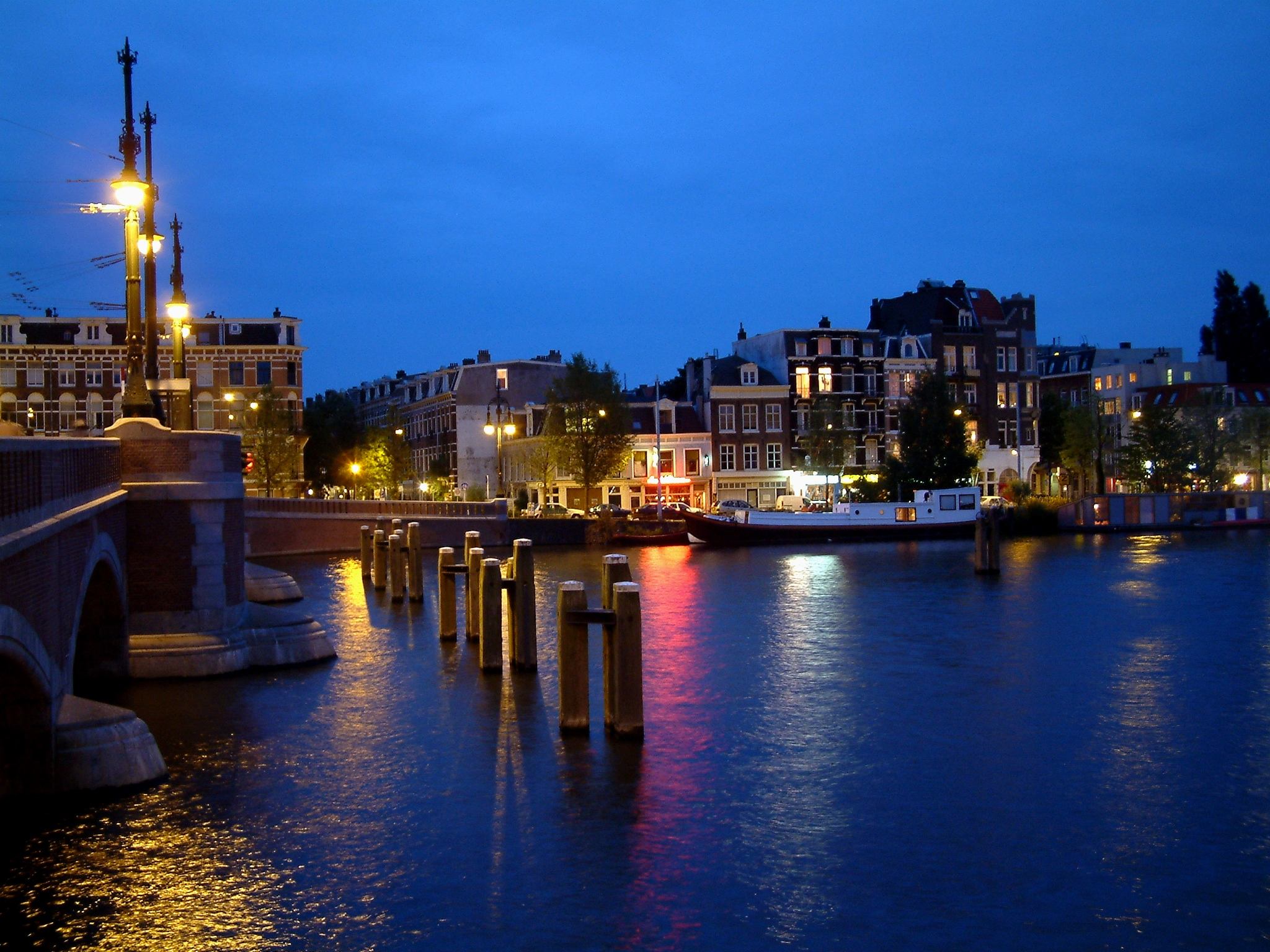
阿姆斯特丹的藍橋景色。
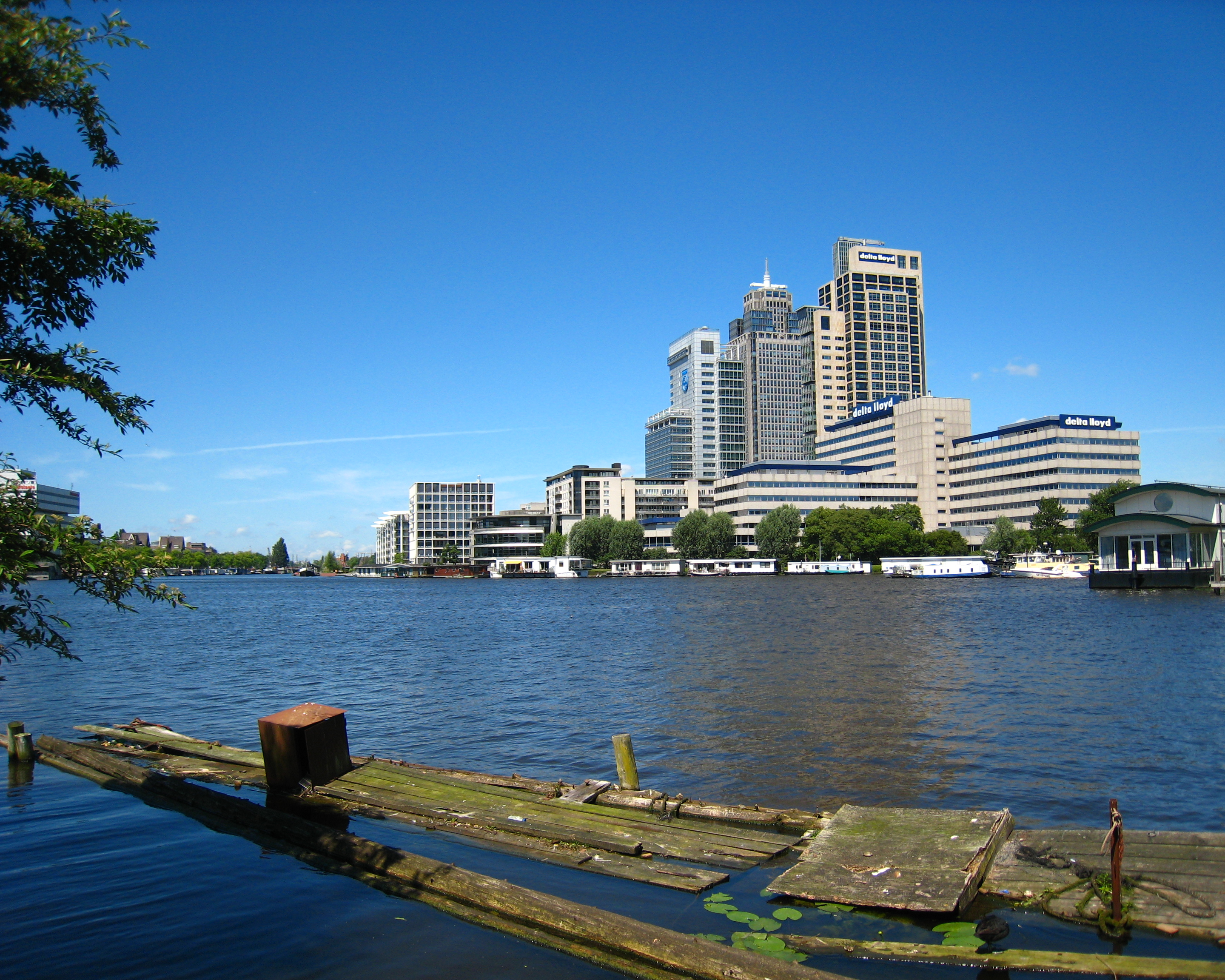
林布蘭塔（Rembrandttoren），阿姆斯特丹最高的建築物。
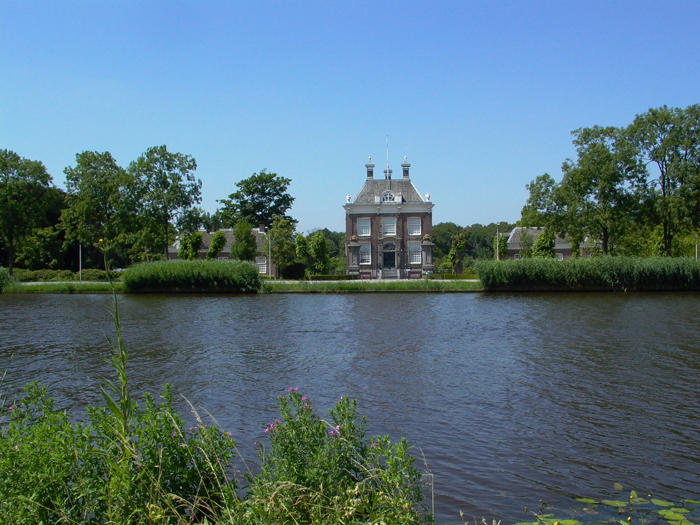
岸邊的豪華建築